# Mesodorylaimus mesonyctius
Mesodorylaimus mesonyctius är en rundmaskart. Mesodorylaimus mesonyctius ingår i släktet Mesodorylaimus, och familjen Dorylaimidae. Arten är reproducerande i Sverige.